# Dundee Lodge

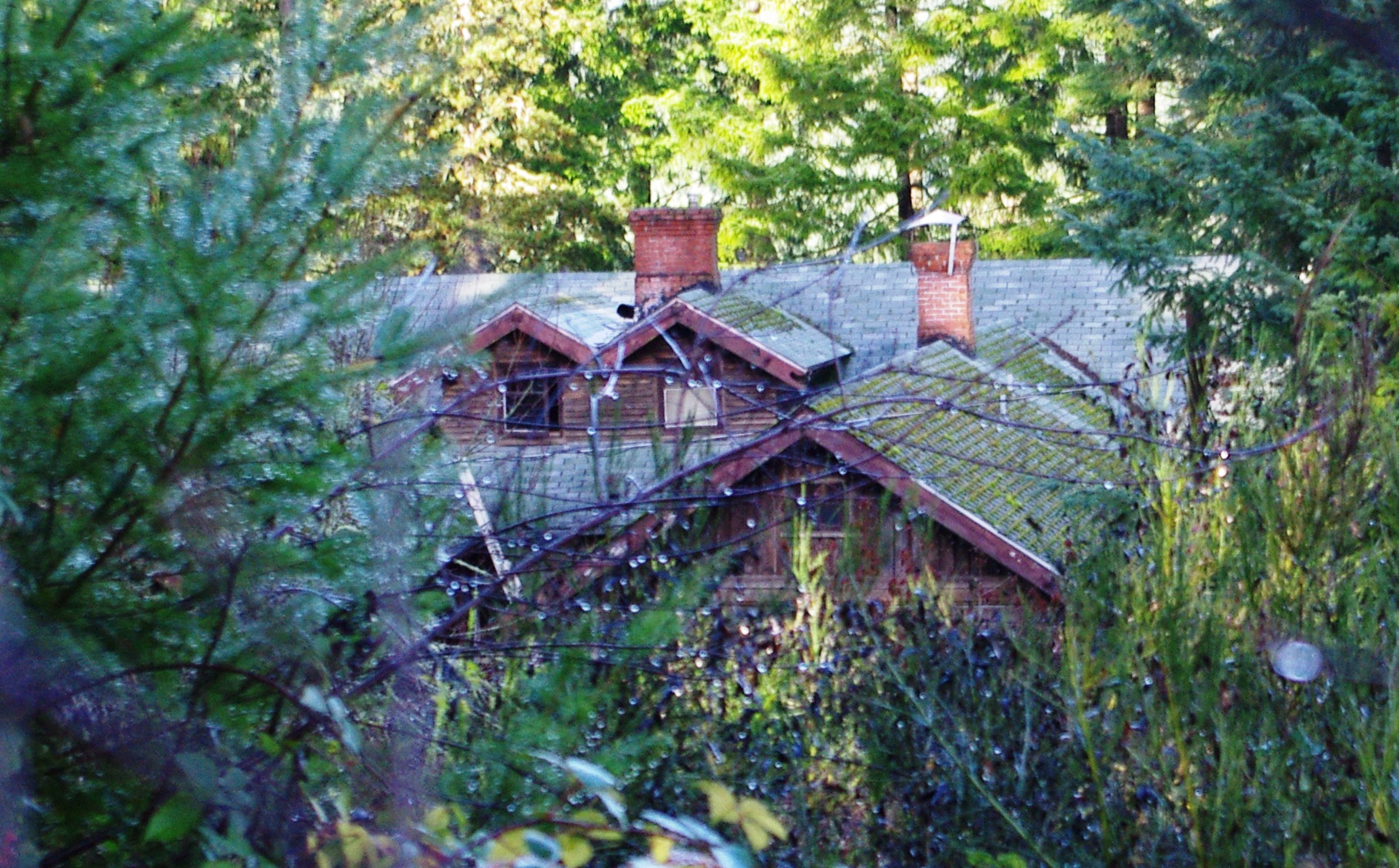
Dundee Lodge im November 2009

Die Dundee Lodge ist eine Farm mit mehreren Nebengebäuden, die in den 1920er Jahren in der Nähe von Gaston im US-Bundesstaat Oregon entstanden ist. Das rustikale Anwesen im ländlichen Washington County wurde 1985 in das National Register of Historic Places aufgenommen. Zu dem auch als Dee Brook Farm oder Deebrook Farm bekannten Anwesen gehören drei von E. E. Green entworfene Gebäude.

## Geschichte
Das Fred and Esther Dundee House wurde 1921 von Albert McCloud erbaut. Fred A. Dundee besaß eine Schlosserei in Portland; er baute das Blockhaus für sich selbst. Dundees Betrieb, der unter dem Namen Fred Dundee Motor Car Repair and Machine Works bekannt war, befand sich am Broadway in Flanders und später an der Jefferson Street. Dundee war zuvor, um die Jahrhundertwende, ein Rennwagenfahrer. Er fuhr Rennwagen der White Motor Company.
Das eineinhalbstöckige Wohnhaus wurde von E. E. Green in einem rustikalen Erscheinungsbild entworfen. Etwa zur selben Zeit wurde die Dundee Lodge erbaut. Das ebenfalls von Green entworfene Bauwerk wurde als Hotel genutzt. Am 6. Juni 1985 wurde die Farm unter der Bezeichnung Dundee Lodge in das National Register of Historic Places eingetragen.

## Details
Die Farm liegt in den Ausläufern der Northern Oregon Coast Range an der Dundee Road nordwestlich von Gaston, Oregon in der Nähe des Henry Hagg Lake im westlichen Teil des Countys. Alle drei Gebäude der Farm wurden von E. E. Green im rustikalen Stil gebaut. Die eineinhalbstöckigen Gebäude wurden alle um 1921 gebaut und bestehen an den Außenflächen vor allem aus runden Holzstämmen, teilweise wurden auch Backsteine verwendet. Dadurch erhält das U-förmige Hauptgebäude das Aussehen eines Blockhauses. Im Innern sind die Rundhölzer sichtbar, einige Wände sind holzvertäfelt und die offenen Kamine aus Backsteinen gemauert.